# Santo António de Tanna
La Santo António de Tanna était une frégate-vaisseau et le navire amiral de la flotte de l'Inde portugaise qui a coulé le 20 octobre 1697 face au fort Jesus à Mombasa. Découverte par deux plongeurs dans les années 1960, l'épave a fait l'objet de six saisons de fouille et a été classée le 14 janvier 1977, par le Parlement kényan, comme monument national.

## Historique

### La frégate
La construction du bateau débute à Bassein en février 1678. Cependant, par suite de difficultés financières, la coque n'est achevée qu'en décembre 1680. Celle-ci est alors remorquée sur 630 km jusqu'à Goa où elle reçoit son gréement et autres équipements, dont 42 canons. Baptisée en l'honneur de saint Antoine de Padoue et de la localité de Tanna, la frégate effectue son voyage inaugural en 1681 et vient renforcer la flotte de l'Inde portugaise déjà composée de onze autres vaisseaux de guerre de haut-bord et de plusieurs navires de plus petites tailles.
Peu d'informations sur les missions de la frégate pendant ses premières années nous sont parvenues et son carnet de bord n'a pas été retrouvé. Dans un document daté du 22 janvier 1689, elle reçoit l'ordre de transporter des canons en bronze de Diu à Goa. En janvier 1693, elle emmène, au départ de Goa, une cargaison de 424 barils de salpêtre vers Lisbonne; cependant, le chargement est débarqué à Vigo où la frégate reste à quai, pour une raison inconnue, pendant plusieurs mois. Entre la fin de 1694 et avril 1696, le navire est à Lisbonne. Le 6 avril 1696, il appareille pour l'Inde portugaise, fait escale en Afrique orientale portugaise puis parvient à Goa.
Consécutivement à un appel d'aide du capitaine du fort Jesus assiégé par les Omanais, la Santo António de Tanna, sous le commandement du capitaine Domingos Pereira de Gusman, prend la tête d'une flotte composée, hormis d'elle-même, d'une autre frégate, la Nossa Senhora do Vale, et de plusieurs navires de plus petite taille. Partie de Goa en novembre 1696, cette flotte arrive à Mombasa le jour de Noël 1696 et débarque, dans le port, des troupes de renfort. Cependant, à la suite d'une avarie, la Santo António de Tanna doit prendre la route, le 25 janvier 1697, de l'Afrique orientale portugaise pour réparation.
À la suite d'un nouvel appel de détresse, reçu par le gouverneur de l'Afrique orientale portugaise le 28 août 1697 et envoyé par les défenseurs de fort Jesus, il est décidé de renvoyer la Santo António de Tanna à la tête de la flotte de l'Inde portugaise pour secourir la place forte. Après un arrêt à Zanzibar pour embarquer des troupes, l'escadre parvient à Mombasa le 15 septembre 1697 et est directement prise sous le feu des Omanais. Ancrée au port, la frégate perd plusieurs aussières mais continue à débarquer ses troupes jusqu'au 20 octobre, où lors d'une attaque omanaise, elle perd sa dernière aussière. À la dérive, l'équipage, avec l'aide de la garnison du fort, parvient à mouiller à une vingtaine de brasses de la rive et sous le fort. Jugeant les dégâts trop importants, les Portugais décident du transbordement de l'artillerie et de tout ce qui peut l'être avant de saborder le navire. Cependant, il n'est pas clair de connaître si la frégate a effectivement été sabordée ou si, par suite de la précipitation des manœuvres de transbordement, elle a chaviré et coulé avant. Un texte contemporain des faits relate que « le poids accumulé sur la proue a soulevé la poupe et la frégate a chaviré puis coulé sur le récif... ».

### L'épave
Le site de l'épave est découvert dans les années 1960 par deux plongeurs en apnée qui rapportent leur découverte à James Kirkman, le conservateur du musée du fort Jesus, et lui présentent quelques artéfacts qu'ils ont ramenés. Cette découverte donne naissance à six saisons de fouille.
- 1970

Avec l'intervention de deux plongeurs autonomes des Corps de la Paix américains et de plusieurs plongeurs locaux ainsi qu'avec l'aide d'un compresseur mécanique, les éléments subsistants de la coque sont dégagés de la vasière et de nouveaux artéfacts sont remontés à la surface grâce à une pompe à air.
- 1976 - 1977

Cette saison de fouille, à cheval sur deux années civiles, est dans un premier temps conduite par l'association britannique AINA dirigée par l'archéologue Hamo Sassoon. En 1977, ils sont rejoints par la Nautical Archeology Society dirigée, elle, par l'archéologue sous-marin Robin Piercy. La saison complète implique 32 personnes dont 22 plongeurs autonomes et le rapport technique est publié dans l’International Journal of Nautical Archaeology en 1977. C'est aussi en 1977 qu'il est confirmé que l'épave est bien celle de la Santo António de Tanna grâce à la découverte de sa figure de proue dont la description était connue.
Le 14 janvier 1977, le Parlement kényan classe l'épave comme monument national.
- 1978

Le site est complètement carroyé, mesuré par photogrammétrie et tous les objets sont localisés par trilatération. Le rapport technique de la saison est encore publié dans l’International Journal of Nautical Archaeology.
- 1979

La découverte la plus importante est celle de 600 boulets en fonte. Le rapport technique de la saison est, une fois de plus, publié dans l’International Journal of Nautical Archaeology.
- 1980

Le rapport technique de la saison est toujours publié dans l’International Journal of Nautical Archaeology.
- 1982 -1983

Bien que des fouilles ont aussi lieu en 1982 et 1983, aucun rapport technique n'a été publié.
Toutes ces fouilles ont permis de découvrir et répertorier plus de 15 000 artéfacts dont certains sont exposés dans le musée du fort Jesus. Parmi les objets répertoriés, :
- coque : la figure de proue[13] et des sculptures du château arrière[20] ;
- armement lourd : cinq des 50 canons à chargement par la bouche, dont trois, en fer, laissés in situ et deux, en bronze, qui sont exposés dans le musée ; 600 boulets en fonte d'une masse de 2,5  à   38,5 livres ; deux culasses et un palier à tourillon. Le fait de n'avoir retrouvé que cinq canons conforte l' hypothèse du chavirage de la frégate avant la fin des opérations de transbordement mais l'on sait aussi que les Omanais, après la prise du fort en décembre 1698, en ont récupéré vingt[13] ;
- armement portatif : un tromblon ; 400 balles d'arquebuse ; 120 platines à silex ; plusieurs grenades à main en fonte et six grenades incendiaires en céramique ;
- navigation : plusieurs pièces de compas ayant permis la reconstruction de deux compas carrés et d'un compas rond chacun avec leur cardan ; une partie importante des voiles. Cette dernière découverte a permis, pour la première fois, d'étudier comment les voiles de la fin du XVIIe siècle étaient assemblées et cousues ainsi que de connaître l'emplacement des cargues sur ces voiles ;
- effets personnels : une grande quantité d'outils de charpentier ; de la vaisselle en verre, en grès et en faïence dont certaines pièces ornées d'un monogramme « M » ou d'une couronne héraldique laissant supposer que celles-ci provenaient du mess des officiers ; sept pipes en argile, cinq calabashs laissant penser que des marins ou des soldats d'origine africaine étaient à bord ainsi que deux narguilés vraisemblablement utilisés par les soldats indiens embarqués comme renfort pour la garnison du fort Jesus ;
- cargaison : plusieurs jarres de Pégou ; plus de 200 rondins de Dalbergia melanoxylon dont certains marqués au nom du gouverneur de l'Afrique orientale portugaise Luis de Melo de Sampaio[note 1].

## Caractéristiques

### La frégate
La conclusion des quatre saisons de fouille effectuées entre 1976 et 1980 et ayant abouti à un rapport technique
propose que la Santo António de Tanna est une frégate-vaisseau de 4e rang à deux ponts-batterie agencés, à l'origine, en deux fois onze pièces sur le pont principal et deux fois dix pièces sur le pont supérieur. Huit pièces d'artillerie sont ajoutées, vraisemblablement en 1696, par l’adjonction d'autant de nouveaux sabords. Les dimensions de la coque sont de 37,89 sur 11,3 m avec une hauteur de 6,53 m entre la quille et les poutres du pont supérieur ainsi qu'une hauteur maximale de 3,5 m en cale. Le gaillard d'arrière mesure 17,5 m, ce qui place le grand mât à la même distance de la partie supérieure de l'étambot. Sa jauge brute est d'environ 770 tjb et le poids maximum du lest embarqué est compris entre 175  et   200 t.

### L'épave

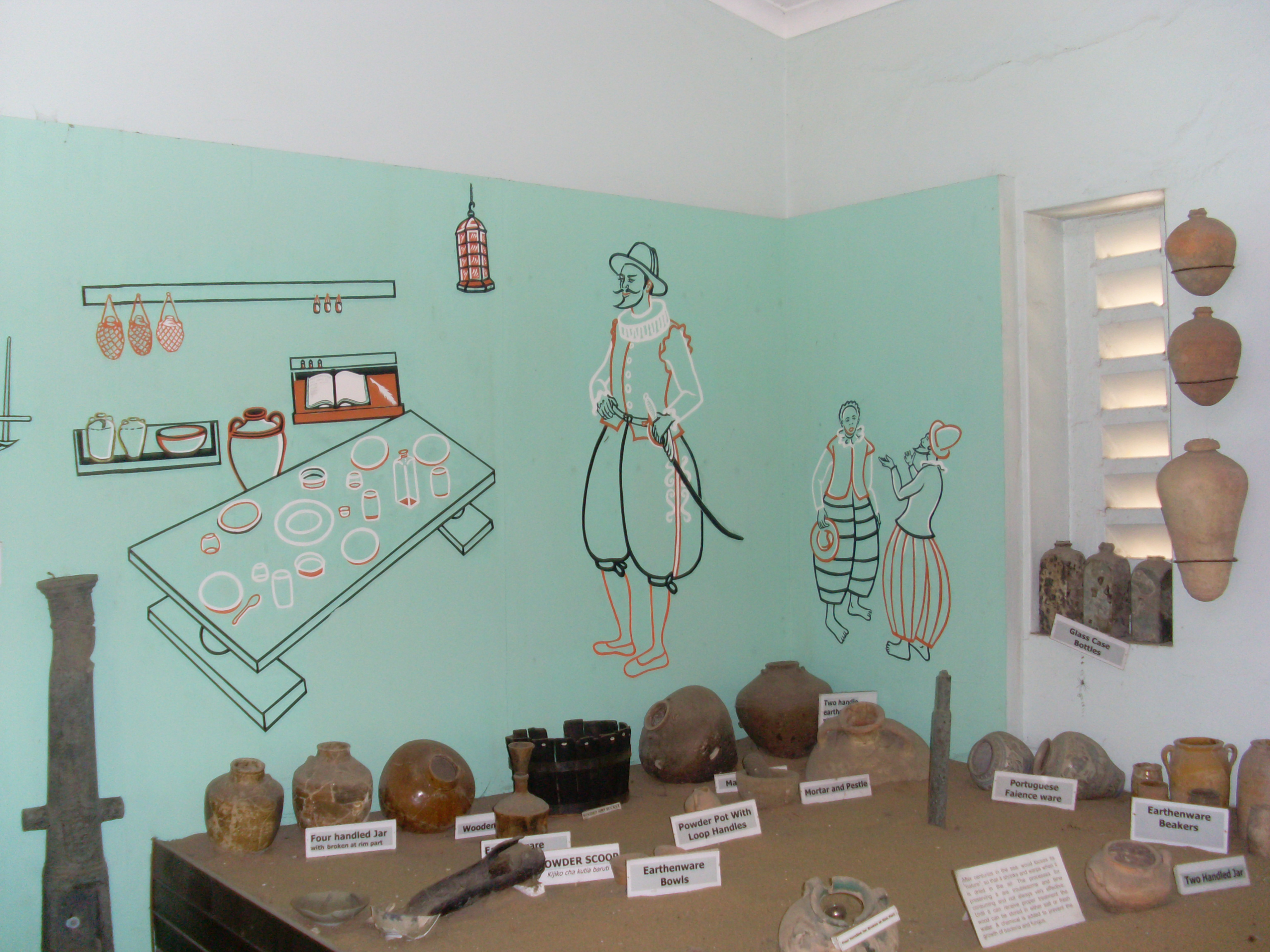
Une partie des artéfacts provenant de la frégate (musée du fort Jesus)

L'épave est située dans l'estuaire de Tudor à hauteur du fort Jesus. Elle git entre 15  et   17 m de fond sur un pendage simple de 30° et à 40 m de la rive droite. Ses coordonnées géographique sont 4° 03′ 43″ S, 39° 40′ 52″ E. Étant un monument national, les plongées sous-marines sont interdites sur le site.

## Musée
Une des salles du musée du fort Jesus est consacrée à la Santo António de Tanna. Outre un diorama évoquant les fouilles, divers artéfacts, dont deux canons en bronze, deux des sculptures qui ornaient le château arrière, plusieurs jarres de Pégou, de la vaisselle en grès et en faïence y sont exposés.